# Herbert Überall
Herbert Michael Überall, né le 14 octobre 1931 à Neunkirchen en Autriche (au sud-ouest de Vienne), est un physicien américain d'origine autrichienne.

## Biographie
Il est sorti diplômé de classes préparatoires universitaires scientifiques dans sa ville de naissance en 1949. Il a ensuite étudié les mathématiques et la physique à l'université de Vienne. Il a passé une thèse en physique nucléaire sous la direction du professeur Theodor Seixl en 1953, puis une seconde thèse en physique théorique sous la direction du physicien Hans Bethe, futur prix Nobel de physique, à l'université Cornell en 1956, sur le thème du bremsstrahlung dans les cristaux. Il a mis en évidence l'existence d'un effet Überall dans les expériences d'interférences, étudié par la suite dans de nombreux pays dans des laboratoires de microscopie électronique.
Ensuite, il a été professeur à l'université de Liverpool, à l'université Carnegie-Mellon, à l'université du Michigan et chercheur au CERN. Il a enfin enseigné à l'université catholique américaine pendant trente ans jusqu'à sa retraite en 1994. Il a aussi effectué des séjours de recherche et d'enseignement en France à l'université Denis-Diderot, à l'université du Havre, à l'université de Bordeaux et à l'École centrale de Lille. Il a été nommé docteur honoris causa de l'université du Havre en 1987 pour son rôle pionnier dans le domaine de la résonance acoustique. Il a reçu à Lyon la médaille de la Société française d'acoustique en 1996.
Il a dirigé au cours de sa longue carrière une quarantaine de thèses et a travaillé plus particulièrement dans les domaines suivants : physique nucléaire, physique des radiations, acoustique, ondes élastiques, théorie électromagnétique, physique des solides, etc.
Il a à son actif un très grand nombre de publications ainsi que la rédaction et l'édition d'ouvrages spécialisés en physique sur les thèmes de la détection des neutrinos, du phénomène de résonance géante, des radiations cohérentes, de la dynamique classique et quantique, de la production des pions, de la résonance acoustique et de l'imagerie radar.
Il est marié à Reyna Tosta, qui vient d'une famille originaire du Honduras. 
Il a eu deux enfants d'un précédent mariage avec Colette Bry: Bernadette, analyste financier et professeur d'économie, travaillant à Paris, et Bertrand, spécialiste de mathématiques appliquées, travaillant à Washington.

## Publications

### Ouvrages scientifiques
- Electron scattering from complex nuclei, New York, 1971.
- Nuclear physics, avec Paul Singer et Joseph Solomon Levinger, Berlin, Springer Verlag, 1974.
- Long distance neutrino detection, New York, American Institute of Physics, 1979.
- Giant resonance phenomena in intermediate energy nuclear reaction, avec Francesco Cannata, Berlin, New York, 1980.
- Coherent radiation sources, avec Albert Saenz, Berlin, Heidelberg, New York, 1985.
- Coherent radiation processes in strong fields, Amsterdam, 1991.
- Essays on classical and quantum dynamics, édité avec James Ellison, Philadelphia, Gordon and Breach Science Publishers, 1991, Amsterdam, 1991.
- Nuclear pion photoproduction, avec Anton Nagl et Varadarajan Devanathan, Berlin, Heidelberg, New York, 1991.
- Acoustic resonance scattering, Amsterdam, Philadelphia, Gordon and Breach Science, 1992.
- Radiation and Scattering at Oblique Incidence from Submerged Oblong Elastic Bodies, 1992.
- Radar target imaging, édité avec Wolfgang-Martin Boerner, Berlin, Heidelberg, New York, 1994.

### Préface
- La diffusion acoustique par des cibles élastiques de forme géométrique simple : théories et expériences, par N. Gespa, préface de Herbert Überall, Paris, Centre de documentation de l'armement, 1987.

### Traduction
- Resonance acoustic spectroscopy, traduction et édition par Herbert Überall et Naum Veksler, Berlin, New York, Paris, Springer, 1993.